# Tomopterus clavicornis
Tomopterus clavicornis är en skalbaggsart som beskrevs av Magno 1995. Tomopterus clavicornis ingår i släktet Tomopterus och familjen långhorningar. Inga underarter finns listade i Catalogue of Life.